# ورزشگاه ای‌تی‌اندتی
ورزشگاه ای تی اند تی (به انگلیسی: AT&t Stadium) با نام سابق کاوبویز استادیوم نام ورزشگاه دائمی سرپوشیده تیم دالاس کاوبویز است.
این ورزشگاه مدرن ترین و بزرگترین ورزشگاه سرپوشیده جهان است، این ورزشگاه قرار است در سال ۲۰۲۶ میزبان یکی از بازی های نیمه نهایی جام جهانی باشد.
این ورزشگاه در سال ۲۰۰۹ ساخته گردید، در آرلینگتون، تگزاس قرار دارد، و توسط شرکت معماری اچ‌ک‌اس اینک. طراحی گردید.
ظرفیت بیشینه آن ۱۱۰٬۰۰۰ نفر است، و دومین صفحه تلویزیون وضوح بالای بزرگ جهان از سقف آن آویزان است.
این ورزشگاه سرپوشیده که ۱٫۲ میلیارد دلار خرج داشته است، بزرگترین ورزشگاه سرپوشیده جهان است.
کمپانی دبلیودبلیوئی، مشهورترین بِرَندکشتی حرفه‌ای جهان اعلام کرد که بزرگترین رویداد خود یعنی رسلمانیا ۳۲ را در تاریخ ۳ آوریل ۲۰۱۶در این ورزشگاه برگزار خواهد کرد.